# El Refugio, Matamoros
El Refugio är en ort i Mexiko.   Den ligger i kommunen Matamoros och delstaten Coahuila, i den centrala delen av landet, 800 km nordväst om huvudstaden Mexico City. El Refugio ligger 1 122 meter över havet och antalet invånare är 888.
Terrängen runt El Refugio är platt åt nordost, men åt sydväst är den kuperad. Runt El Refugio är det mycket glesbefolkat, med 3 invånare per kvadratkilometer. Närmaste större samhälle är San Pedro, 4,4 km väster om El Refugio. Omgivningarna runt El Refugio är i huvudsak ett öppet busklandskap.